# Premio Príncipe de Viana de la Cultura
El Premio Príncipe de Viana de la Cultura es un premio internacional navarro que se concede desde 1990. Entre 2010-2011 quedó integrado dentro de los llamados Premios Internacionales de Navarra Príncipe de Viana. El premio recibió el nombre de la Institución Príncipe de Viana, «órgano del Gobierno de Navarra responsable de la materia cultural», con ocasión de su cincuentenario (fue fundada en 1940).

## Historia

### Consejo Navarro de Cultura
Como precedente del premio hay que tener en consideración la creación el 21 de noviembre de 1984 del Consejo Navarro de Cultura, un órgano consultivo del departamento de Cultura del Gobierno de Navarra presidido entonces por Román Felones y cuyo vicepresidente era el director del Servicio de Cultura "Institución Príncipe de Viana". En 1933 ya existió una institución similar, el Consejo de Cultura de Navarra, pero apenas tuvo un vida de unos meses.
El Consejo Navarro de la Cultura y las Artes estrenó un nuevo reglamento el 10 de diciembre de 2020 tras la aprobación de la Ley Foral sobre Derechos Culturales de Navarra en cuyo capítulo V establecía nuevas funciones y una nueva composición para conseguir una mayor participación de agentes culturales.
Es el órgano competente para proponer la concesión del premio. Está actualmente compuesto de 20 miembros elegidos entre personalidades y profesionales de reconocido prestigio. Buscan el reconocimiento de la trayectoria de personas o entidades relevantes en el mundo de la cultura, comprendiendo tanto la acción creativa en los ámbitos de las artes plásticas, la música, la literatura, etc., como el trabajo en los campos de la ciencia, la técnica y la investigación.

## Premio Príncipe de Viana de la Cultura
El Premio "Príncipe de Viana" de la Cultura fue creado mediante el Decreto Foral 56/1990, de 15 de marzo. Se otorga anualmente por el Gobierno de Navarra, España, previa convocatoria. 
Tiene como finalidad "el reconocimiento de la tarea llevada a cabo por personas grupos o instituciones en cualquiera de los ámbitos de la cultura bien sea mediante el ejercicio de la creación el estudio o la investigación bien mediante su promoción y fomento". El premio se ha entregado tradicionalmente en el Monasterio de San Salvador de Leyre. El Príncipe Don Felipe de Borbón como heredero de la Corona Española ostentaba también el título de Príncipe de Viana, y era el encargado de entregar el galardón.
Por Decreto Foral 2/2010, de 11 de enero, se instituyeron los Premios Internacionales de Navarra "Príncipe de Viana" que eran tres: de la Cultura, de la Solidaridad y de la Atención a la Dependencia, que sustituyen y suceden a los anteriores Premio Príncipe de Viana de la Cultura y Premio Internacional Navarra a la Solidaridad (concedido por el Gobierno de Navarra y la Caja Laboral) y añaden un nuevo premio. En los años 2010 y 2011 la entrega de los premios con este nuevo formato tuvo lugar en el Palacio de Congresos y Auditorio de Navarra-Baluarte en Pamplona. Los tres premios tenían una dotación económica de igual cuantía que para 2010 era de 40.000 euros cada premio.
En el año 2012 como consecuencia de los recortes presupuestarios mediante Decreto Foral 13/2012, de 7 de marzo, por el que se instituye el Premio "Príncipe de Viana" de la Cultura, se suprimen los premios y se vuelve a la situación anterior, con el premio de la Cultura y el de la Solidaridad, y se reduce su dotación a 25.000 euros. En 2016 se desvincula la entrega del premio "Príncipe de Viana" del tradicional Homenaje a los Reyes de Navarra que se realizaba en el monasterio de Leire y de su entrega por miembros de la Casa Real de España.

### Regulación
Desde su última regulación mediante Decreto Foral 22/2021, de 24 de marzo de 2021, se establece que: 
1. El premio «tendrá periodicidad anual».
2. Tendrá como fin el «reconocimiento de la tarea llevada a cabo por personas o instituciones relevantes en cualquiera de los ámbitos de la cultura, bien sea mediante el ejercicio de la creación, el estudio o la investigación, bien mediante su promoción y fomento».
3. La dotación económica se financiará con cargo a los presupuestos de Navarra.
4. El Departamento de Cultura y Turismo-Institución Príncipe de Viana convoca y gestiona su concesión y eleva al Gobierno de Navarra la decisión del jurado.
5. El jurado está formado por los integrantes del Consejo Navarro de la Cultura y las Artes[11] además de un secretario sin voto cuya función es asistir a este jurado.
6. Las candidaturas serán analizadas y valoradas por el jurado «que valorará, además de los relevantes méritos que en ellas concurran, su especial vinculación con Navarra.»
7. El premio se concede mediante decreto foral del Gobierno de Navarra con base en la propuesta del jurado.

### Relación de premios concedidos
Los premiados hasta la fecha han sido:
- 1990: José Goñi Gaztambide (historiador)
- 1991: Eugenio Asensio Barbarin (filólogo)
- 1992: Orfeón Pamplonés
- 1993: Rafael Moneo (arquitecto)
- 1994: Francisco Ynduráin (filólogo)
- 1995: Julio Caro Baroja (historiador)
- 1996: Pablo Antoñana Chasco (escritor)
- 1997: Pedro Miguel Echenique (físico)
- 1998: Montxo Armendáriz (cineasta)
- 1999: Álvaro d'Ors (jurista)
- 2000: Concepción García Gainza (historiadora)
- 2001: Miguel Sánchez-Ostiz (escritor)
- 2002: María Bayo (soprano)
- 2003: Juan José Aquerreta Maestu (pintor)
- 2004: Fernando Redón (arquitecto)
- 2005: Javier Manterola Armisén (ingeniero civil)
- 2006: Javier Tejada Palacios (físico)
- 2007: Pedro Iturralde Ochoa (músico de jazz)
- 2008: Alfredo Landa Areta (actor)
- 2009: Agustín González Acilu (músico y compositor)
- 2010: Jürgen Untermann (lingüista, filólogo y epigrafista)
- 2011: Faustino Menéndez Pidal de Navascués (heraldista)
- 2012: Antonio López García (pintor)
- 2013: Daniel Innerarity Grau (filósofo)
- 2014: Tarsicio de Azcona (historiador)
- 2015: Ramón Andrés (escritor, musicólogo)
- 2016: Ignacio Aranguren (profesor, director de teatro)
- 2017: Concha Martínez y José Lainez (bailarines, coreógrafos)
- 2018: Coral de Cámara de Pamplona (agrupación coral en Pamplona)
- 2019: Tomás Yerro Villanueva (docente, investigador y promotor de la cultura entre los más vulnerables)[12]
- 2020: Carlos Cánovas (fotógrafo)
- 2021: Teresa Catalán (compositora y doctora en Filosofía del Arte)
- 2022: Pedro Salaberri Zunzarren (pintor)
- 2023: Dolores Redondo (escritora)[13]

## Premio Príncipe de Viana/Premio Internacional Navarra de la Solidaridad
Reconoce la labor de entidades o personas en favor de los sectores sociales más desfavorecidos de los países y pueblos empobrecidos del mundo, a fin de concienciar y sensibilizar a la sociedad sobre la importancia del trabajo voluntario y solidario en estos campos. El Departamento de Asuntos Sociales, Familia, Juventud y Deporte convoca y gestiona su concesión y eleva al Gobierno de Navarra la decisión del jurado formado por siete componentes ―presidente y seis vocales― elegidos entre personalidades y profesionales de reconocido prestigio.
Los premiados hasta la fecha han sido:
- 2002: Muhammad Yunus, fundador y director del Banco Grameen de Bangladés.
- 2003: Hermanas Misioneras de la Caridad, congregación fundada por la Madre Teresa de Calcuta.
- 2004: Servicio Jesuita a Refugiados.
- 2005: Uganda Network of Aids Service Organisations, organización no lucrativa que coordina a organizaciones implicadas en la contención y prevención del VIH/SIDA en Uganda.
- 2006: Fe y Alegría, movimiento de Educación Popular Integral y Promoción Social.
- 2007: Orden Hospitalaria de San Juan de Dios.
- 2008: Mama Samateh, natural de Gambia, mediadora intercultural y Presidenta y socia fundadora de la Asociación Mujeres Anti-Mutilación (AMAM), y Wassu Gambia Kafo, ONG con sedes en Cataluña y Gambia que trabaja en la sensibilización con la población local y emigrada para eliminar las prácticas de mutilación genital femenina.
- 2009: Vicariato Apostólico de Aguarico-Misión Capuchina de Ecuador.
- 2010: Isabel Martín Alonso, promotora de Creative Handicrafts en la India.
- 2011: Manuel Elkin Patarroyo, médico inmunólogo.
- 2012: Dimina Khasiala, más conocida como Mamá Tunza, filántropa keniana.
- 2013: Martha Pelloni, religiosa argentina fundadora de la Red Nacional Infancia Robada.
- 2014: Fundación Juan Ciudad, de la Orden Hospitalaria de San Juan de Dios y la hermana Paciencia Melgar por su lucha contra el ébola en Liberia y Sierra Leona.
- 2016: Hermanos Maristas de Alepo (Siria).

## Premio Príncipe de Viana de la Atención a la Dependencia
Reconoce a personas o entidades que impulsan prácticas innovadoras, investigaciones relevantes y otras iniciativas para mejora de la calidad de vida de las personas dependientes -tanto mayores como con discapacidad- y alcanzar así un sistema social más avanzado. El Departamento de Asuntos Sociales, Familia, Juventud y Deporte convoca y gestiona su concesión y eleva al Gobierno de Navarra la decisión del jurado formado por siete componentes ―presidente y seis vocales― elegidos entre personalidades y profesionales de reconocido prestigio.
Los premiados hasta la fecha han sido:
- 2010: Confederación Española de Organizaciones de Mayores (CEOMA).
- 2011: Proyecto Iriscom.